# Kyūshū Q1W
Chiếc Kyūshū Q1W Tokai (東海 "Đông Hải"), là một kiểu máy bay ném bom tuần tra chống tàu ngầm đặt căn cứ trên đất liền, được phát triển cho Hải quân Đế quốc Nhật Bản trong Thế Chiến II. Tên mã của khối Đồng Minh dành cho chiếc này là Lorna.
Thiết kế chịu ảnh hưởng bởi tiết kế của chiếc máy bay ném bom tầm trung Junkers Ju 88 của Đức, mà Hải quân Nhật đã nhận được một số kiểu mẫu nhằm đánh giá kỹ thuật trong quá trình chiến tranh.
Hải quân Nhật đặt hàng việc phát triển như là kiểu 17-shi vào tháng 9 năm 1942, và chuyến bay đầu tiên diễn ra vào tháng 9 năm 1943. Nó được đưa vào hoạt động từ tháng 1 năm 1945. Chiếc Q1W trang bị hai động cơ công suất thấp, cho phép bay lâu ở tốc độ thấp, và là chiếc máy bay đầu tiên trên thế giới được thiết kế ban đầu nhằm vai trò một máy bay chiến tranh chống tàu ngầm.
Trong cùng thời gian đó, chiếc K11W1 Shiragiku, một máy bay ném bom huấn luyện (và cũng được sử dụng để tấn công cảm tử Kamikaze), và chiếc Q3W1 Nankai (Nam Hải), một phiên bản chuyên biệt chống tàu ngầm khác, cũng được chế tạo. Chiếc sau có cấu trúc toàn toàn bằng gỗ và bị phá hủy ngay trong chuyến bay đầu tiên. Một máy bay chuyên biệt chống tàu ngầm khác nữa được dự trù là chiếc Mitsubishi Q2M1 "Taiyō"(cải biến từ kiểu máy bay ném bom-ngư lôi Mitsubishi Ki-67 Hiryū "Peggy"), nhưng đề án này không tiến triển quá những bước thiết kế sơ thảo đầu tiên.

## Các phiên bản
Q1W1Một chiếc nguyên mẫu.
Q1W1 Tokai (Đông Hải) Mark 11phiên bản sản xuất.
Q1W2 Mark 21cải tiến với những bề mặt cánh đuôi làm bằng gỗ.
Q1W1-K Tokai-Ren (East Sea-Trainer)phiên bản huấn luyện với đội bay bốn người, cấu trúc toàn bằng gỗ. Có một chiếc được chế tạo.

## Các nước sử dụng
Nhật Bản
- Hải quân Đế quốc Nhật Bản

## Đặc điểm kỹ thuật (Q1W1)

### Đặc tính chung
- Đội bay: 03 người
- Chiều dài: 12,09 m (39 ft 8 in)
- Sải cánh: 16,00 m (52 ft 6 in)
- Chiều cao: 4,12 m (13 ft 6 in)
- Diện tích bề mặt cánh: 38,2 m² (411 ft²)
- Lực nâng của cánh: 126 kg/m² (26 lb/ft²)
- Trọng lượng không tải: 3.102 kg (6.839 lb)
- Trọng lượng có tải: 4.800 kg (10.580 lb)
- Trọng lượng cất cánh tối đa: 5.318 kg (11.720 lb)
- Động cơ: 2 x động cơ Hitachi Amakaze-31 9 xy lanh bố trí hình tròn, công suất 610 mã lực (455 kW) mỗi động cơ

### Đặc tính bay
- Tốc độ lớn nhất: 322 km/h (201 mph)
- Tầm bay tối đa: 1.342 km (839 mi)
- Trần bay: 4.490 m (14.730 ft)
- Tốc độ lên cao: 3,8 m/s (751 ft/min)
- Tỉ lệ công suất/khối lượng: 0,19 kW/kg (0,12 hp/lb)

### Vũ khí
- 1 x súng máy Kiểu 92 7,7 mm (0,303 inch) di động bắn ra phía sau
- 1 hoặc 2 x pháo Kiểu 99 20 mm cố định bắn ra phía trước
- 2 x bom 250 kg (550 lb) hoặc mìn sâu

## Nội dung liên quan

### Máy bay tương tự
- Avro Anson
- Bristol Beaufort

### Trình tự thiết kế
Q1W - Q2M - Q3W

### Danh sách liên quan
- Danh sách máy bay chiến đấu
- Danh sách máy bay quân sự Nhật Bản
- Danh sách máy bay trong Chiến tranh Thế giới II
- Danh sách máy bay ném bom